# Stade panathénaïque
Le Stade panathénaïque (en grec moderne : Παναθηναϊκό Στάδιο / Panathinaïkó stádio, « stade de tous les Athéniens ») est un stade antique d’Athènes, rénové pour les premiers Jeux olympiques de l’ère moderne, en 1896. Son nom usuel en grec, Καλλιμάρμαρο / Kallimármaro (« d’un beau marbre »), fait référence au marbre dont il est revêtu.
La piste de forme allongée est typique du stade antique (d'une longueur de 200 m environ, où le virage était très serré). Il se situe entre deux collines recouvertes de pinèdes, dans une conque, entre le quartier de Pangráti et celui de Mets.

## Histoire

### Antiquité
La construction du stade eut lieu sous l'impulsion de l'homme d'État Lycurgue, au cours de la période de renouveau ayant suivi la défaite d'Athènes à Chéronée ; il fut inauguré au cours de l'été -330 à l'occasion des grandes Panathénées auxquelles il servit de cadre par la suite.
Le biographe d'Hadrien rapporte que l'empereur organisa à Athènes des jeux consistant en une chasse comportant mille bêtes sauvages, peut-être en 132 à l'occasion de la création du Panhellénion.
Le stade fut rénové et agrandi vers 140 grâce à l'évergète (bienfaiteur public) et rhéteur Hérode Atticus, né à Marathon. Entièrement reconstruit en marbre, il est alors cité comme un véritable miracle par les historiens antiques, comme Pausanias, qui affirme que sa construction a presque épuisé les carrières du mont Pentélique, ou encore Philostrate. Il pouvait accueillir à cette époque environ 50 000 personnes.
Après l'interdiction des cérémonies païennes et des spectacles sanglants par l'empereur Théodose Ier à la fin du IVe siècle, le stade, abandonné, tomba en ruine. Progressivement, sa fonction fut oubliée, un champ de blé recouvrit son site et son revêtement de marbre disparut, réutilisé pour d'autres constructions.

### Période contemporaine

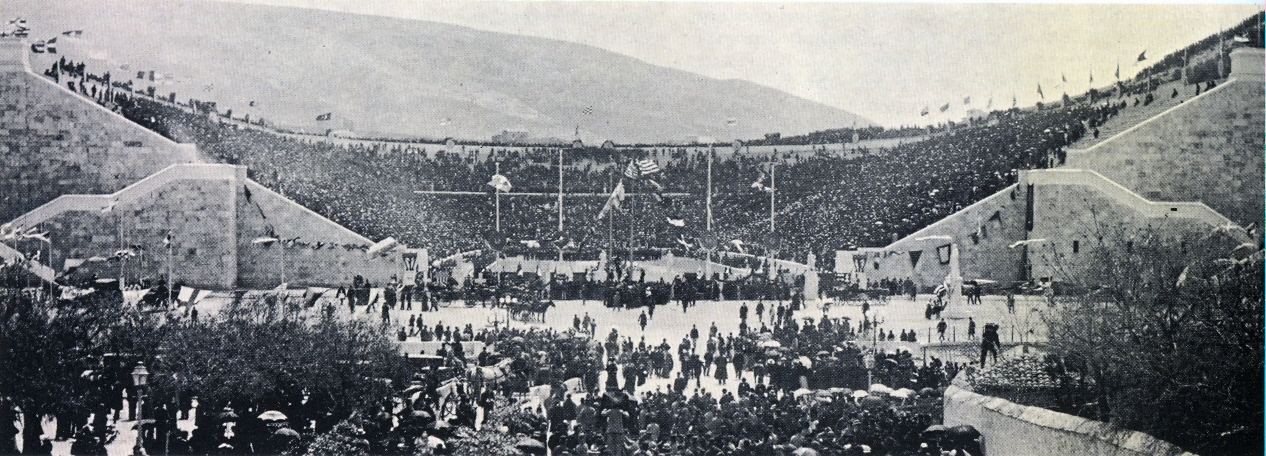
Le Stade panathénaïque lors du 1er jour des Jeux olympiques de 1896.

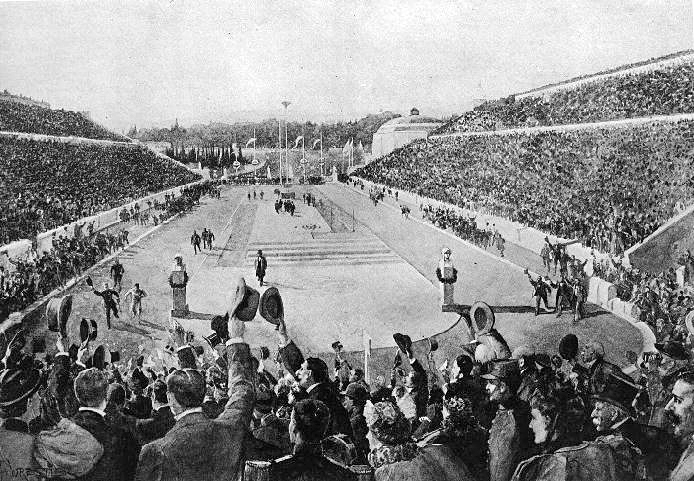
JO de 1896 : arrivée du marathon dans le Stade panathénaïque. Le Grec Spyrídon Loúis provoque l’enthousiasme des spectateurs.

Après l'indépendance de la Grèce, des fouilles archéologiques entreprises dès 1836 mirent au jour des vestiges du stade d'Hérode Atticus. En 1869-1870, des fouilles plus systématiques furent conduites par l'architecte d'origine allemande Ernst Ziller. En 1870 et 1875, le site accueillit les Jeux olympiques de Záppas, tentative de recréation des Jeux olympiques antiques financée par le mécène grec Evángelos Záppas et qui rassembla quelque 30 000 spectateurs.
En vue des Jeux olympiques de 1896, le gouvernement grec, par l'entremise du prince héritier Constantin, demanda à Georges Averoff, homme d'affaires grec établi en Égypte, de financer la seconde reconstruction du stade. En s'appuyant sur les découvertes de Ziller, l'architecte Anastásios Metaxás élabora un plan de reconstruction. L'édifice, rebâti en marbre pentélique, « se distingue par son haut degré de fidélité à l'antique monument d'Hérode ». Averoff donna 920 000 drachmes pour le projet,. En hommage à sa générosité, une statue à son effigie fut inaugurée le 5 avril 1896 à l'entrée du stade, où elle est toujours visible.
Lors des championnats du monde d'athlétisme 1997, il a été utilisé pour la cérémonie d'ouverture où se produit Vangelis, qui réunit 90 000 personnes et pour l'arrivée du marathon. Après avoir été à nouveau restauré, il a accueilli lors des XXVIIIes Jeux olympiques de l'ère moderne les épreuves de tir à l'arc et l'arrivée des deux marathons, dont la dernière épreuve des Jeux, le 29 août 2004. Sa capacité était de 5 720 spectateurs pour le tir à l'arc (du 15 au 21 août) et de 28 400 spectateurs pour l'arrivée des marathons (les 22 et 29 août).

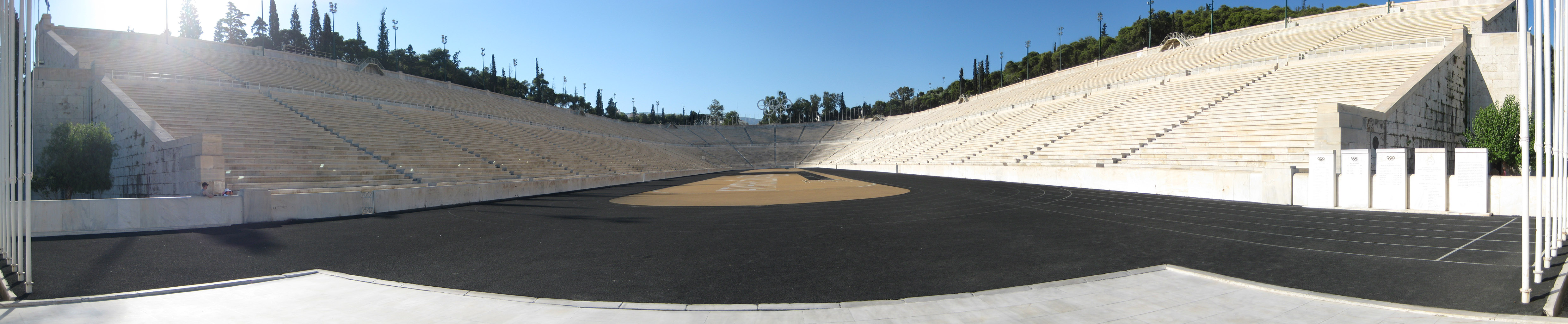
Le Stade panathénaïque rénové.